# 松本勝明

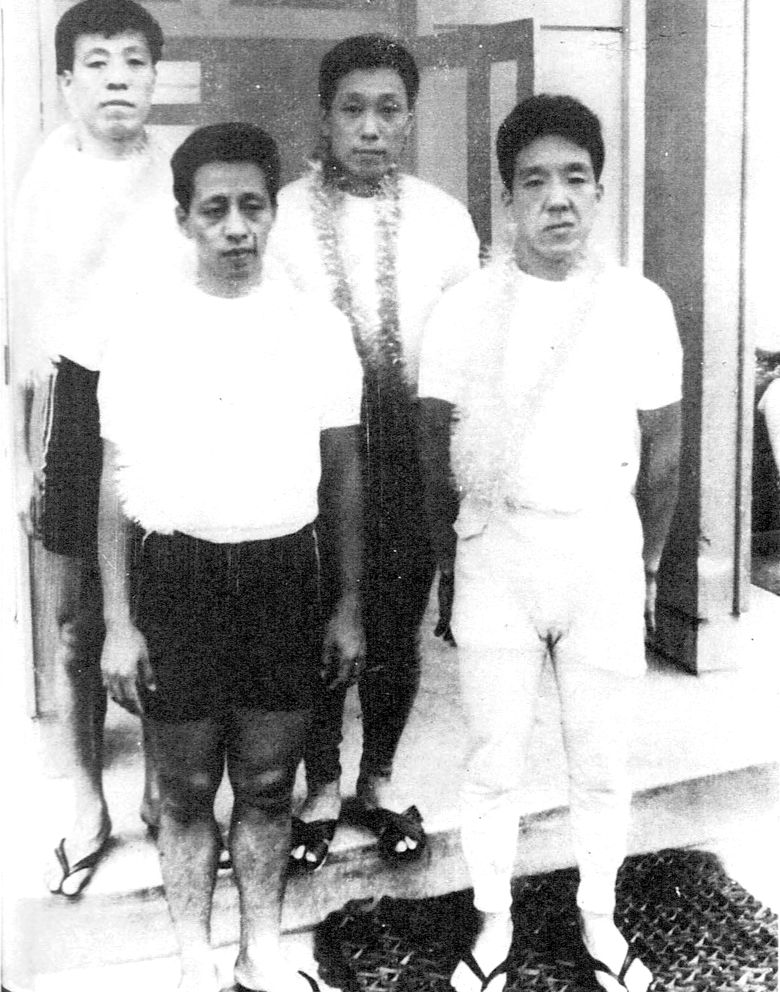
ダービー社『月刊競輪ダービー』第15巻第170号（1963年）より松本勝明（後右）、加藤晶（後左）、長谷川文男（前右）、山田栄治（前左）

松本 勝明（まつもと かつあき、1928年（昭和3年）3月5日 - 2021年3月6日）は、元競輪選手。現役引退後は日本競輪学校（当時。以下、競輪学校）名誉教諭、日本名輪会会長などを歴任した。京都府出身。

## 戦績
旧制京都府立京都第一中学校（現在の京都府立洛北高等学校・附属中学校）を経て、将来、医学部の入学を目指すべく、当時医学部の入試科目にドイツ語があったことを理由に東京外事専門学校（現在の東京外国語大学）に入学。そして、同校在学中に学資資金のためのアルバイトの意味で競輪の世界に入り、1949年6月13日に競輪選手として登録。登録番号は587である。
デビュー戦は同年7月の鳴尾競輪場で迎え3着。初勝利は1か月後の同場で挙げる。同年9月に久留米競輪場で初優勝。やがてアルバイト感覚では競輪選手は務まらないと考え、東京外国語大学を中退し、競輪選手に専念することになる。また本人は後に「当時、大卒の初任給の何十倍ものお金を稼げたのだから辞められないよね」とも語っていた。

### 前人未到の1341勝
以降は先行を武器にタイトルや勝利を重ね続け、1962年にはミラノで開催された世界選手権自転車競技大会に出場。1965年12月13日には後楽園競輪場で競輪選手として初めて通算1000勝を達成。1970年2月には41歳で日本選手権競輪の決勝に進出している。
その後も1981年9月の競走をもって引退するまで通算1341勝を挙げ、同年10月1日に選手登録消除。この勝利数は現在も歴代競輪選手としては第1位の通算勝利数を誇る。また、この実績を評して、競輪の神様とも言われた。なお、1972年に通算勝利数1200勝を達成したことが評価され、第5回日本プロスポーツ大賞に輝いた。
1982年より、ホームバンクとしていた京都向日町競輪場では松本の功績を称え、年に一度「松本勝明賞」レースが開催されている。なお同選手が最初にホームバンクとしていたのは京都市営競輪場（宝ヶ池競輪場）であった。

## 引退後の活動
引退後は通算勝利数第一位の栄誉を讃えられ、競輪学校名誉教諭（名誉教官とも）の称号が与えられる。同称号の第一号は松本であった（後に順番に、中野浩一、高原永伍、滝澤正光にそれぞれ与えられた）。
競輪学校名誉教諭は名誉職であり、必ずしも競輪学校において教鞭を執る必要はなかったが（中野浩一は現在も競輪学校時代から現在まで直接生徒の指導は行っていない）、松本は競輪学校で90期生生徒まで指導にあたった。
さらに1995年1月に創設された日本名輪会の主力メンバーとして、GIなどで行われるイベントに晩年まで参加していた。
2021年3月6日、悪性リンパ腫のため、京都府内の自宅で死去。93歳没。

## 主な獲得タイトル
- 1952年 -  第2回全国都道府県選抜競輪1000m競走（高松競輪場）
- 1954年 -  第6回全国都道府県選抜競輪800m競走（京都向日町競輪場）・ 第7回全国都道府県選抜競輪4000m競走（高松競輪場）・全国争覇競輪（川崎競輪場）
- 1955年 -  全国争覇競輪（大阪中央競輪場）
- 1958年 -  第15回全国都道府県選抜競輪4000m競走（一宮競輪場）

## 著書
- 『千三百四十一勝のマーチ－選手生活32年思い出すまま』（日刊プロスポーツ新聞社 1983年） ISBN 4931041213

## 競走スタイル
先行一筋といってもいいタイプで、主導権を握ってそのまま押し切るといった形を得意としていた。